# دو آب والیان
دو آب والیان (به لاتین: Do Ab-e Valian) یک منطقهٔ مسکونی در افغانستان است که در ولایت بغلان واقع شده‌است.